# 宮嶋那帆
宮嶋 那帆（みやじま なほ、1988年1月19日 - ）は、フリーアナウンサー。元南海放送の女性アナウンサー。

## 人物・来歴
愛媛県松山市出身。愛媛県立松山東高等学校、東洋英和女学院大学卒業後、2010年、南海放送に入社した。中塚眞喜子アナから、デジタルマドンナを継承。大学在学中は、CanCam.TVの局アナとして出演していた。2017年4月28日、退社。

## 出演

### テレビ
- 河原学園プレゼンツ えひめ・人・仕事大好き
- NEWS チャンネル4
- おかえりテレビ・デリシャス
- なんかいNEWS・なんかいNEWSファイナル

### ラジオ
- サッシー・ミヤジー 土曜はどうよ!?
- 江刺伯洋の土曜はどうよ!?